# Cook (Nebraska)
Cook je selo u američkoj saveznoj državi Nebraska. Prema popisu stanovništva iz 2010. u njemu je živjelo 321 stanovnika.